# Toussaint Merle
 (mars 2025).
Pour les articles homonymes, voir Merle.
Toussaint Merle, né le 31 mars 1911 à La Seyne-sur-Mer (Var) et mort le 24 mai 1969 dans la même ville, est un homme politique français.

## Biographie
Issu d'une famille ouvrière, son père est ouvrier aux Chantiers navals de la Méditerranée, il suit des études primaires supérieures qui le conduisent à l'école normale de Draguignan en 1928. À partir de 1931, il exerce dans différentes écoles du Var avant d'être nommé en 1939 à La Seyne-sur-Mer.
Membre du parti socialiste SFIO et du Syndicat national des instituteurs dès sa sortie de l'école normale, il n'a pas de responsabilités particulières. Séduit par la dissidence du Parti socialiste de France en 1933, il n'y resta cependant que deux ans.
Mobilisé au début de la Seconde Guerre mondiale, il est rendu à la vie civile après l'armistice et retrouve son emploi d'instituteur. Déçu par l'attitude de la SFIO en juillet 1940, il rejoint l'année suivante le Parti communiste clandestin.
Déplacé, avec ses élèves, à Chamonix en 1943, il poursuit son action dans la résistance et devient, en 1945, président du comité local de libération, en même temps qu'il devient secrétaire à l'organisation de la fédération communiste de Haute-Savoie.
De retour dans le Var, il prend la tête de la fédération communiste, qu'il occupe pendant deux ans, et est élu conseiller général du Var, dans le canton de La Seyne, en septembre 1945.
Candidat aux législatives, en quatrième position sur la liste menée par Jean Bartolini, en juin 1946, il n'est pas élu. Il est en de même en novembre de cette même année. Le mois suivant, il est cependant élu Sénateur avec 44,6 % des voix.
L'année suivante, il est élu maire de La Seyne. Il conserve ce mandat jusqu'à sa mort Mais, en 1948, est battu aux sénatoriales. Il perd aussi son siège de conseiller général, au profit du socialiste Eugène Montagne, l'année suivante. Après un nouvel échec aux législatives de 1951, puis aux sénatoriales de 1952, il retrouve son siège de conseiller général en 1955, étant élu au premier tour, et est finalement élu en 1956, profitant de sa deuxième position sur la liste communiste.
En 1958, comme beaucoup de sortants communistes, il est battu du fait du retour au scrutin majoritaire. Il reprend alors ses activités d'enseignant, comme professeur d'enseignement général de collège, tout en conservant son mandat de maire et de conseiller général.
Dans les années 1960, il fait l'objet de nombreuses critiques au sein de la fédération communiste, malgré l'efficacité reconnue de sa gestion municipale. Considéré comme assez sectaire, on lui reproche notamment son manque de discipline lorsqu'en 1965 il refuse de soutenir la candidature de François Mitterrand à la présidentielle.
Son implantation électorale, cependant, reste forte. Réélu conseiller général en 1961, il retrouve le Palais-Bourbon l'année suivante. Dans la foulée, cependant, il ne se représente pas aux cantonales, soutenant Maurice Paul, qui est élu.
Emporté par la vague gaulliste de 1968, il n'est pas réélu député.
Toujours maire de La Seyne, il meurt en cours de mandat, terrassé par une crise cardiaque le 26 mai 1969.

## Détail des fonctions et des mandats
- Conseiller général du canton de La Seyne-sur-Mer de 1945 à 1949, et de 1955 à 1967
- Sénateur du Var du 8 décembre 1946 au 7 novembre 1948
- Maire de La Seyne-sur-Mer de 1947 à 1969
- Député du Var de 1956 à 1958
- Député du Var de 1967 à 1968